# Joseïta-B
La joseïta-B és un mineral de la classe dels sulfurs. Anomenat així per la seva relació amb la Joséïta. És un mineral aprovat per la IMA però qüestionable (és una espècie poc definida).

## Característiques
La joseïta-B és un sulfur de fórmula química Bi₄Te₂S. Cristal·litza en el sistema trigonal. La seva duresa a l'escala de Mohs és 2.

## Formació i jaciments
El mineral ha estat descrit en dues co-localitats tipus: a la mina São José, a Minas Gerais al Brasil i a Glacier Gulch, a la Colúmbia Britànica al Canadà. La joséïta-B ha estat descrita a tots els continents exceptuant l'Antàrtida. A Catalunya s'ha descrit a la Roca de Ponent, a la Conca de Barberà en un context de dipòsit tipus sedex afectat per metamorfisme isoquímic.